# 第9屆美洲峰會
第9届美洲峰会（9th Summit of the Americas）于 2022年6月6日至10日在美国洛杉矶举行。 

## 背景
白宮于2022年1月宣布洛杉矶为此次美洲峰會的主办城市。 由於美国是東道主，所以它有權选择邀請誰出席會議。此次美国没有邀请古巴、委內瑞拉和尼加拉瓜参加峰会，因为美國認為这些国家不是民主國家。 
墨西哥总统安德列斯·曼努埃尔·洛佩斯·奥夫拉多尔不滿古巴、委內瑞拉和尼加拉瓜未受邀請，於是拒絕出席此次美洲峰会並且讓外交部長代替他出席此次峰會。洪都拉斯总统希奥玛拉·卡斯特罗也出于同样的原因拒絕出席此次峰会。 加勒比共同體成员国和玻利維亞也表示，如果有美洲国家未獲邀請，他们也不會出席此次峰会。危地马拉总统亚历杭德罗·贾马特表示，由於美国無端指責危地馬拉的总检察长，所以他也不会出席此次峰会。洪都拉斯以及烏拉圭總統也未與會。

## 召開
美國總統拜登在會議上提出“美洲经济繁荣伙伴关系”，并決定向受新冠病毒疫情和乌克兰战争经济影响的地区提供3亿多美元的援助。